# Медаль Фарадея
Медаль Фарадея присуджує британське товариство Institution of Engineering and Technology. Бронзову медаль присуджують (за видатні наукові або промислові досягнення в галузі машинобудування або за значну підтримку надану розвитку науки, техніки і технології) без обмежень щодо громадянства, країни проживання або членства в інституті. Її присуджують не частіше, ніж один раз на рік. Цю нагороду було засновано в 1922 році в ознаменування 50-річчя першого чергового засідання Товариства інженерів телеграфу і названа на честь Майкла Фарадея. Медаллю нагороджено 14 лауреатів Нобелівської премії.

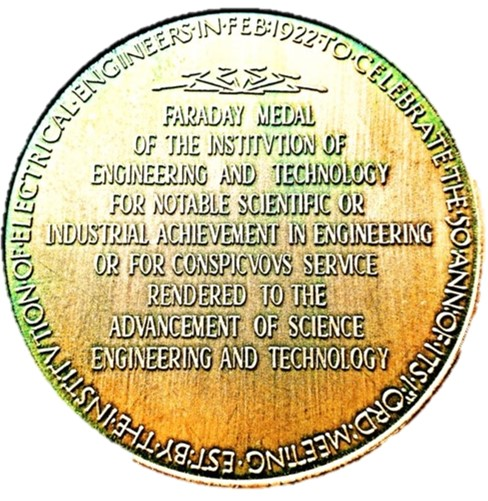
Зворотний бік Медалі Фарадея

## Лауреати
| Рік  | Лауреат                          | Країна          |
| 1922 | Олівер Хевісайд                  | Велика Британія |
| 1923 | Чарлз Алджернон Парсонс          | Велика Британія |
| 1924 | Sebastian Ziani de Ferranti      | Велика Британія |
| 1925 | Джозеф Джон Томсон               | Велика Британія |
| 1926 | R. E. B. Crompton                | Велика Британія |
| 1927 | Еліу Томсон                      | США             |
| 1928 | Джон Амброз Флемінг              | Велика Британія |
| 1929 | Guido Semenza                    | Італія          |
| 1930 | Ернест Резерфорд                 | Велика Британія |
| 1931 | Charles Hesterman Merz           | Велика Британія |
| 1932 | Oliver Lodge                     | Велика Британія |
| 1933 | немає нагороджених               |                 |
| 1934 | Frank Edward Smith               | Велика Британія |
| 1935 | Frank B. Jewett                  | США             |
| 1936 | Вільям Генрі Брегг               | Велика Британія |
| 1937 | Андре Блондель                   | Франція         |
| 1938 | John Francis Cleverton Snell     | Велика Британія |
| 1939 | Вільям Девід Кулідж              | США             |
| 1940 | Alexander Russell                | Велика Британія |
| 1941 | Arthur Percy Morris Fleming      | Велика Британія |
| 1942 | Капиця Петро Леонідович          | СРСР            |
| 1943 | Archibald Page                   | Велика Британія |
| 1944 | Ірвінг Ленгмюр                   | США             |
| 1945 | Clifford Copland Paterson        | Велика Британія |
| 1946 | Едвард Віктор Епплтон            | Велика Британія |
| 1947 | Leonard Pearce                   | Велика Британія |
| 1948 | Марк Лоуренс Оліфант             | Австралія       |
| 1949 | Charles Samuel Franklin          | Велика Британія |
| 1950 | Джеймс Чедвік                    | Велика Британія |
| 1951 | Thomas Eckersley                 | Велика Британія |
| 1952 | Ернест Орландо Лоуренс           | США             |
| 1953 | Arthur Stanley Angwin            | Велика Британія |
| 1954 | Isaac Shoenberg                  | Велика Британія |
| 1955 | Джон Дуглас Кокрофт              | Велика Британія |
| 1956 | George William Osborn Howe       | Велика Британія |
| 1957 | Waldemar Borgquist               | Велика Британія |
| 1958 | Gordon Radley                    | Велика Британія |
| 1959 | Luigi Emanueli                   | Італія          |
| 1960 | Джордж Паджет Томсон             | Велика Британія |
| 1961 | Джуліус Страттон                 | США             |
| 1962 | Basil Schonland                  | ПАР             |
| 1963 | Pierre M. J. Ailleret            | Франція         |
| 1964 | Joseph Ronald Mortlock           | Велика Британія |
| 1965 | Зворикін Володимир Кузьмич       | США             |
| 1966 | Джон Реткліфф                    | Велика Британія |
| 1967 | Harold Barlow                    | Велика Британія |
| 1968 | Leslie Herbert Bedford           | Велика Британія |
| 1969 | Philip Sporn                     | США             |
| 1970 | Charles Oatley                   | Велика Британія |
| 1971 | Мартін Райл                      | Велика Британія |
| 1972 | Frederic Calland Williams        | Велика Британія |
| 1973 | Невілл Френсіс Мотт              | Велика Британія |
| 1974 | George Millington                | Велика Британія |
| 1975 | John Millar Meek                 | Велика Британія |
| 1976 | Thomas O. Paine                  | США             |
| 1977 | John Adams                       | Велика Британія |
| 1978 | Erich Friedlander                | Велика Британія |
| 1979 | Роберт Нойс                      | США             |
| 1980 | Eric Ash                         | Велика Британія |
| 1981 | Моріс Вілкс                      | Велика Британія |
| 1982 | Браян Девід Джозефсон            | Велика Британія |
| 1983 | William Alexander Gambling       | Велика Британія |
| 1984 | Alexander Lamb Cullen            | Велика Британія |
| 1985 | Тоні Гоар                        | Велика Британія |
| 1986 | Edwin Douglas Ramsay Shearman    | Велика Британія |
| 1987 | David Evan Naunton Davies        | Велика Британія |
| 1988 | Cyril Hilsum                     | Велика Британія |
| 1989 | Чарльз Куен Као                  | Гонконг         |
| 1990 | Peter Lawrenson                  | Велика Британія |
| 1991 | Alan Rudge                       | Велика Британія |
| 1992 | Laszlo Solymar                   | Велика Британія |
| 1993 | Alistair George James MacFarlane | Велика Британія |
| 1994 | John Parnaby                     | Велика Британія |
| 1995 | John David Rhodes                | Велика Британія |
| 1996 | Stewart Crichton Miller          | Велика Британія |
| 1997 | John Edwin Midwinter             | Велика Британія |
| 1998 | Роджер Нідгем                    | Велика Британія |
| 1999 | Patrick Arthur McKeown           | Велика Британія |
| 2000 | John Michael Brady               | Велика Британія |
| 2001 | Christopher John Harris          | Велика Британія |
| 2002 | Robin Saxby                      | Велика Британія |
| 2003 | Richard Friend                   | Велика Британія |
| 2004 | Peter Mitchell Grant             | Велика Британія |
| 2005 | Азім Премжі                      | Індія           |
| 2006 | John McCanny                     | Велика Британія |
| 2007 | Steve Furber                     | Велика Британія |
| 2008 | Josef Kittler                    | Велика Британія |
| 2009 | Martin Sweeting                  | Велика Британія |
| 2010 | Donal Bradley                    | Велика Британія |
| 2011 | Дональд Кнут                     | США             |
| 2012 | Leonardo Chiariglione            | Італія          |
| 2013 | Michael Pepper                   | Велика Британія |
| 2014 | Christofer Toumazou              | Греція          |
| 2015 | Kees Schouhamer Immink           | Нідерланди      |
| 2016 | Енді Гартер                      | Велика Британія |
| 2017 | Б'ярне Страуструп                | Данія           |
| 2018 | не присуджували                  |                 |
| 2019 | Пітер Найт                       | Велика Британія |
| 2020 | Bashir Al-Hashimi                | Велика Британія |
| 2021 | John E. E. Fleming               | США             |
| 2022 | Чад Міркін                       | США             |
| 2023 | Арогясвамі Паулрадж              | США             |